# Стюарт, Ванесса
Ване́сса Клэр Стюа́рт (англ. Vanessa Claire Stewart), в девичестве — Пе́ркинс (англ. Perkins, Новый Орлеан, Луизиана, США) — американская актриса, сценарист и кинопродюсер.

## Биография
Ванесса Клэр Перкинс (девичья фамилия Стюарт) родилась в Новом Орлеане (штат Луизиана, США) и посещала «Webster Conservatory for the Performing Arts», которую она окончила с отличием, а вскоре после этого она победила на «Oxford School of Drama» в Англии.

## Карьера
Ванесса дебютировала в кино в 1999 году, сыграв роль медсестры в фильме «V-мир матрицы». Всего Стюарт сыграла в 16-ти фильмах и телесериалах. Также Стюарт является сценаристом и продюсером, а в 2006 году она открыла продюсерский центр «Fleur De Lis» совместно с Сарой Марией Ньюман.

## Личная жизнь
В 2001—2006 года Ванесса была замужем за актёром Лэнсом Артуром Смитом (род.1977).
С 11 июня 2011 года Ванесса замужем во второй раз за актёром Френчем Стюартом (род.1964). У супругов есть дочь — Элен Клэр Стюарт (род.28.06.2013).

## Избранная фильмография
актриса
| Год  |   | Русское название | Оригинальное название | Роль      |
| ---- | - | ---------------- | --------------------- | --------- |
| 1999 | ф | V-мир матрицы    | V-World Matrix        | медсестра |